# Bosco igrofilo

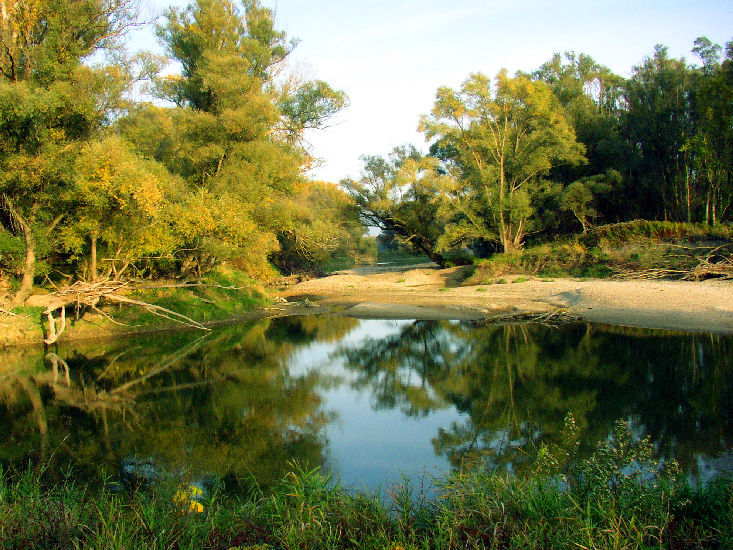

Il bosco igrofilo è una biocenosi vegetale che sorge solitamente lungo le sponde dei corsi d'acqua e dei laghi. 
Si tratta di formazioni un tempo molto diffuse nelle zone ripariali e planiziarie, di cui oggi rimangono solo pochi lembi a causa dell'impatto di attività umane quali la regimazione dei fiumi e la captazione delle acque, le bonifiche, l'agricoltura e l'urbanizzazione.
Tra le specie che concorrono a queste formazioni vi sono pioppi (Populus spp.), salici (Salix spp.), ontani (Alnus sp.), farnie (Quercus robur), carpini bianchi (Carpinus betulus), noccioli (Corylus avellana) e olmi campestri (Ulmus minor); nelle aree più meridionali sono presenti anche specie più termofile, come il frassino meridionale (Fraxinus angustifolia), l'ontano napoletano (Alnus cordata) e il cerro (Quercus cerris).